# Creu del Port d'Ordal
La Creu del Port d'Ordal, o Creu d'Ordal, és una creu de terme que indica la partició entre els termes de Subirats (Alt Penedès), Vallirana, i Cervelló (Baix Llobregat). Està inclosa en l'Inventari del Patrimoni Arquitectònic de Catalunya.

## Descripció
Té una alçada de 5,30 metres. Es tracta d'un element totalment de pedra. Sobre una base circular de carreus antics es disposa un sòcol de tres graons, esglaonats, de pedra ben tallada dibuixant una plata octogonal. El fust consta d'una ampla i motllurada base i es remata amb un capitell-magolla, tot de perfil vuitavat. Cadascuna de les cares del capitell està separada per pilarets que delimiten un espai interior rectangular. En aquest espai s'hi disposen figuretes en relleu: hi ha els símbols dels quatre evangelistes alternats amb les imatges dels patrons de les parròquies veïnes (Sant Pere, de Subirats, Sant Mateu, de Vallirana, i Sant Esteve, d'Ordal i Cervelló). També hi ha la imatge de Sant Isidre, patró de la pagesia. La creu, llatina, mostra els extrems rematats per formes lobulades dins l'esquema de la flor de lis. Els plans són de pedra buixardada perfilats per una franja llisa. Presideix una de les cares de la creu la imatge de la Verge, dempeus damunt una peanya, i l'altre la imatge de Crist.

## Història
Es té constància de la creu d'Ordal des del segle xvi, com a creu de terme. Va ser destruïda el 1810 dins el context de la guerra del Francès. L'element que actualment es pot veure data de 1952.